# Tendre Moitié
Tendre Moitié (His Bitter Half) est un cartoon, réalisé par Friz Freleng et sorti en 1950, qui met en scène Daffy Duck.